# Marko Babić
Marko Babić (* 21. Januar 1981 in Osijek, SFR Jugoslawien) ist ein ehemaliger kroatischer Fußballspieler.

## Karriere
Marko Babić spielte zunächst für NK Osijek, mit denen er 1999 den kroatischen Fußballpokal gewann. 1999 wechselte er in die deutsche Bundesliga zu Bayer 04 Leverkusen. Mit Leverkusen erreichte er 2002 das Finale der UEFA Champions League, das jedoch 1:2 gegen Real Madrid verloren ging. Im selben Jahr wurde er mit seinem Verein deutscher Vizemeister und Zweiter im DFB-Pokal. Nach 144 Bundesligaspielen und 13 Toren verließ Babić Bayer 04 Leverkusen zum Ende der Saison 2006/2007 und wechselte zu Betis Sevilla. Dort konnte er sich nicht durchsetzen.
Anfang 2009 wechselte er zu Hertha BSC, wo er einen Vertrag bis zum Saisonende unterschrieb und die Personalprobleme auf der linken Seite beheben sollte. Der Verein besaß eine einseitige Option, diesen Vertrag zu verlängern, welche jedoch nicht genutzt wurde. Stattdessen wechselte Babić zu Real Saragossa. Auch beim spanischen Erstligisten konnte sich Babić nicht durchsetzen, so dass der Verein sich dazu entschied, den Vertrag mit dem Kroaten aufzulösen. Nachdem Babić ein halbes Jahr vertragslos war, schloss er sich erneut NK Osijek an. Dort spielte er bis zum Sommer 2012 und war danach wieder vereinslos. Anfang 2013 unterschrieb er einen Vertrag beim österreichischen Regionalligisten LASK Linz. Nachdem er Linz Ende Juni 2013 verlassen hatte, beendete er seine Karriere.
Babić spielte von 2002 bis 2008 für die kroatische Nationalelf. Er war auch bei der EM 2004 und der WM 2006 im Kader. Bei der WM kam Babić in allen drei Gruppenspielen zum Einsatz.